# Diecéze nanteská
Diecéze nanteská (lat. Dioecesis Nannetensis, franc. Diocèse de Nantes) je francouzská římskokatolická diecéze. Leží na území departementu Loire-Atlantique, jehož hranice přesně kopíruje. Sídlo biskupství i katedrála svatého Petra a Pavla se nachází v Nantes. Diecéze nanteská je součástí církevní provincie Rennes.
Od 11. srpna 2020 je diecézním biskupem Laurent Percerou.

## Historie
Biskupství bylo v Nantes zřízeno v průběhu 4. století. Prvním biskupem byl podle tradice svatý Clarus, žák svatého Petra.
Od svého založení, až do 8. prosince 2002, byla diecéze nanteská sufragánem tourské arcidiecéze; po tomto datu je sufragání diecézí arcidiecéze Rennes.